# تفجيرات مقديشو نوفمبر 2021
في الساعة 7:30 صباحًا يوم 25 نوفمبر 2021، أودى تفجير انتحاري بسيارة رياضية في العاصمة الصومالية مقديشو، بحياة ثمانية أشخاص وأسفر عن إصابة 17 آخرين، من بينهم معلمون وتلاميذ في مدرسة مُعاصِر الابتدائية والثانوية، التي تضررت بشدة جراء الانفجار. وأكد المتحدث باسم العمليات العسكرية لحركة الشباب عبد العزيز أبو مصعب، مسؤولية الحركة عن العملية مدعيا أنها استهدفت قافلة تابعة لبعثة الاتحاد الأفريقي إلى الصومال.